# Marc Nerfin
 (août 2025).
Motif : Pas de sources secondaires et centrées
- Archive Wikiwix
- Bing
- Cairn
- DuckDuckGo
- E. Universalis
- Gallica
- Google
- G. Books
- G. News
- G. Scholar
- Persée
- Qwant
- (zh) Baidu
- (ru) Yandex

| 1. | Préciser le motif de la pose du bandeau. | Précisez le motif de la pose du bandeau en utilisant la syntaxe suivante : {{admissibilité à vérifier\|date=août 2025\|motif=remplacez ce texte par le motif}}                   |
| 2. | Informer les utilisateurs concernés.     | Pensez à avertir le créateur de l'article, par exemple, en insérant le code ci-dessous sur sa page de discussion : {{subst:avertissement admissibilité à vérifier\|Marc Nerfin}} |

Marc Nerfin (né le 26 septembre 1930 à Genève, Suisse, et mort le 15 août 2015 à Paris, France) est un penseur du dialogue international sur le développement, pionnier de la communication et du développement, militant pour la justice sociale et économique, et défenseur d’un ordre mondial juste, équitable et durable. Citoyen de Founex (canton de Vaud, Suisse), il a consacré sa vie à promouvoir des approches alternatives au développement, intégrant dimensions sociales et environnementales.

## Biographie

### Formation
Marc Nerfin obtient une licence (Bachelor of Arts) en histoire à l’Université de Genève, Faculté des lettres (1949-1955).

### Débuts: journalisme et enseignement
Au début des années 1950, il est journaliste au quotidien La Voix ouvrière à Genève. Il travaille également comme journaliste et enseignant à Sfax et à Tunis (Tunisie), où il observe de près les réformes des premières années de l’indépendance — notamment l’émancipation des femmes et l’introduction de réformes socialistes dans l’ancienne économie coloniale. Marqué par l’action d’Ahmed Ben Salah, il publie plus tard Entretiens avec Ahmed Ben Salah sur la dynamique socialiste dans la Tunisie des années 1960 (1974).

## Carrière

### Système des Nations unies (années 1960–1970)
Au milieu des années 1960, il est conseiller auprès du Secrétaire général adjoint aux affaires économiques et sociales, Philippe de Seynes, et de la Directrice de la coopération technique, Julia Henderson. Il assure la liaison entre le Département des affaires économiques et sociales, le PNUD, l’UNICEF et le Programme alimentaire mondial (New York et Rome), et occupe un poste de conseiller régional à la Commission économique pour l'Afrique (Addis-Abeba).
À la fin des années 1960, il collabore avec Sir Robert Jackson pour l’Étude de la capacité du système des Nations unies pour le développement (Rapport Jackson, 1969). Dans les années 1970, il mène plusieurs missions en tant que consultant indépendant pour Maurice F. Strong, Directeur exécutif du PNUE, et pour Enrique Peñalosa, Secrétaire général de la Conférence des Nations unies sur les établissements humains (HABITAT). Il est Senior Research Fellow au Centre de recherches pour le développement international (Ottawa) et chef de cabinet du Secrétaire général de la Conférence des Nations unies sur l'environnement humain (Genève et Stockholm).

### «Un autre développement» et l’émergence du développement durable
Nerfin joue un rôle clé dans la genèse de concepts d’« autre développement », au-delà de la seule croissance et intégrant les dimensions sociales et environnementales. Il contribue aux travaux issus des symposiums de Founex (1971) et de Cocoyoc (1974), aboutissant à la publication de What Now? Another Development (1975) qu’il dirige pour la Fondation Dag Hammarskjöld. Ces travaux sont considérés comme des racines majeures de ce qui deviendra le développement durable.

### IFDA (International Foundation for Development Alternatives)
En 1976, Marc Nerfin fonde à Nyon (Suisse) l’International Foundation for Development Alternatives (IFDA), réseau de penseurs progressistes visant un dialogue d’éducation mutuelle entre responsables politiques, chercheurs orientés action et leaders sociaux. Les activités se structurent autour de : 
- la promotion de stratégies de transition vers un autre développement dans les pays industrialisés et du Tiers Monde ;
- la promotion d’un nouvel ordre international pour les populations du Nord et du Sud ;
- la promotion d’une information publique apte à favoriser une coopération culturelle authentique.

Il préside l’IFDA (1976–1995) et dirige le Ifda Dossier (1978–1991), principal vecteur d’idées et de propositions de politiques publiques, donnant la parole à des acteurs rarement entendus. Le dernier numéro, Ifda Dossier 81, a été tiré à 26 000 exemplaires.
La pensée de Nerfin sur la mobilisation de la société civile dans la gouvernance nationale et internationale est notamment exposée dans Neither Prince, Nor Merchant: Citizen (Ifda Dossier, nov.-déc. 1986). Parallèlement, en tant que vice-président d’Inter Press Service (IPS), il soutient des formes d’« information alternative pour un autre développement ».

### Conseils, projets et initiatives connexes
Conseiller de la Fondation Dag Hammarskjöld et d’autres organisations internationales et nationales, Nerfin dirige en 1975 le Dag Hammarskjöld Project on Development and International Cooperation (Bursins, Paris, Uppsala), prolongeant le rapport What Now? qui faisait de l’information sur le développement l’un des dix chantiers prioritaires. En coopération avec IPS, l’IFDA lance le Special United Nations Service (SUNS), bulletin quotidien d’information à partir de la onzième session spéciale de l’Assemblée générale des Nations unies sur le Nouvel ordre économique international (25 août–15 septembre 1980).
Il participe en 1987, en coulisses, à la création de la Commission Sud, présidée par Julius Nyerere. En mars 1990, il organise pour la Fondation Christophe Eckenstein le symposium « Vers l’ère de l’après-développement », dont les conclusions paraissent dans Le Nord perdu, Repères pour l’après-développement (Gilbert Rist, Majid Rahnema, Gustavo Esteva), Lausanne, Éditions d’En Bas.

## Affiliations (sélection)
- Comité éditorial consultatif, Development Dialogue (Fondation Dag Hammarskjöld)
- Membre associé, Third World Forum (Le Caire, Colombo, Dakar, Santiago)
- Comité exécutif, Latin American Institute for Transnational Studies (ILET), Santiago, Mexico, Buenos Aires
- Vice-président du conseil d’administration, Inter Press Service (IPS)
- World Order Models Project (WOMP), New York, Delhi, Yokohama
- World Future Studies Federation (WFSF)
- Association mondiale de prospective sociale (AMPS), Genève et Porto-Novo
- Conseil de la Fondation Christophe Eckenstein (relations Suisse–Tiers Monde), Genève
- Comité consultatif, Institut genevois des hautes études du développement
- Conseil, Swissaid

## Distinctions
- Gran Cruz de la Orden « Bernardo O’Higgins », Santiago du Chili, 1992

## Publications (sélection)
- Pour une politique de l’habitat en Afrique, Revue Tiers-Monde, t. 6, no 24, 1965, p. 959–988[3]
- Neither Prince, Nor Merchant: Citizen (1986)
- What Now? Another Development (1975)
- Entretiens avec Ahmed Ben Salah sur la dynamique socialiste dans la Tunisie des années 1960 (1974)
- Another Development: Approaches and Strategies (1977)
- Building Blocks for Alternative Development Strategies (1980)